# 缺席隊形

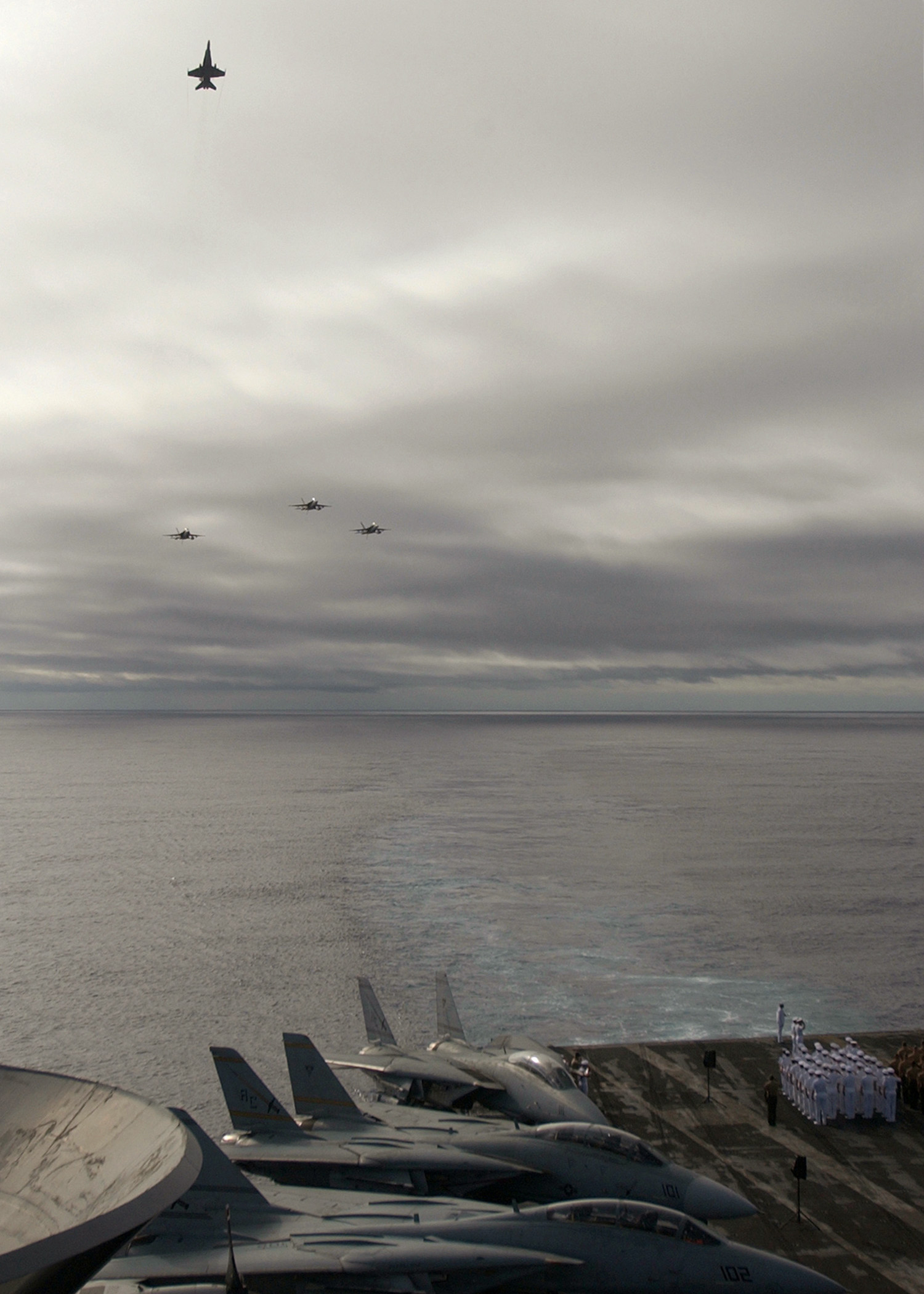
為紀念2004年6月27日在訓練中身亡的 Capt. Franklin Hooks II，在哈瑞·S·杜魯門號航空母艦（CVN-75）上進行紀念儀式上，由艦載機聯隊三執行的缺席隊形

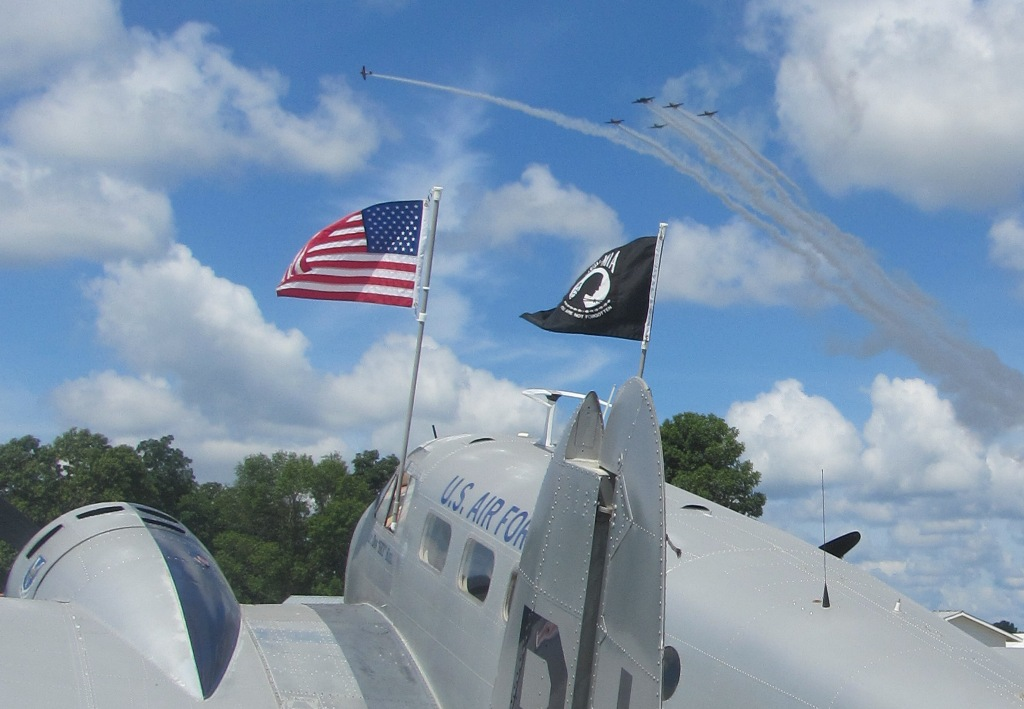
缺席隊形

缺席隊形（missing man formation）或稱為失蹤者隊形、隕落隊形或追思紀念隊形，是在空軍飛行員葬禮或是其他紀念儀式中，用空中分列進行的敬礼，一般是向失事身亡飛行員進行的敬礼。
缺席隊形一般會以四架飛機的空中分列進行，空中分列中其中一架快速爬升，向罹難的飛行員致敬，也代表此飛行員已長留天際，不再回來。

## 描述
缺席隊形有許多的變體，美國最常用的隊形是以由四指队型（由二架戰機組成一機組，再由二個機組組成四指队型）的戰機編隊為基礎。四指队型呈V字形，由編隊長（flight leader）在V形的最前方，其僚機在其左方，第二機組的隊長和僚機則在編隊長的右方。在紀念儀式中，缺席隊形會低空飛過紀念儀式上方，可以讓大家看到隊形的變化，而第二機組隊長會突然上衝急昇，其餘的飛機會維持原來的隊形平飛，保留原第二機組隊長的空位，一直到飛機飛離大家視線為止。
另一種變體中，一般會在快日落時進行，戰機編隊由南邊起飛，其中一架飛機突然往西飛，向日落的方向進行。
所有隊形中，飛機不論是上衝急昇或是從機隊中分開，都是為了紀念已逝去的人。

## 歷史
缺席隊形起源自英國，1932年Hell Divers電影中有出現過飛機機隊的缺席隊形。

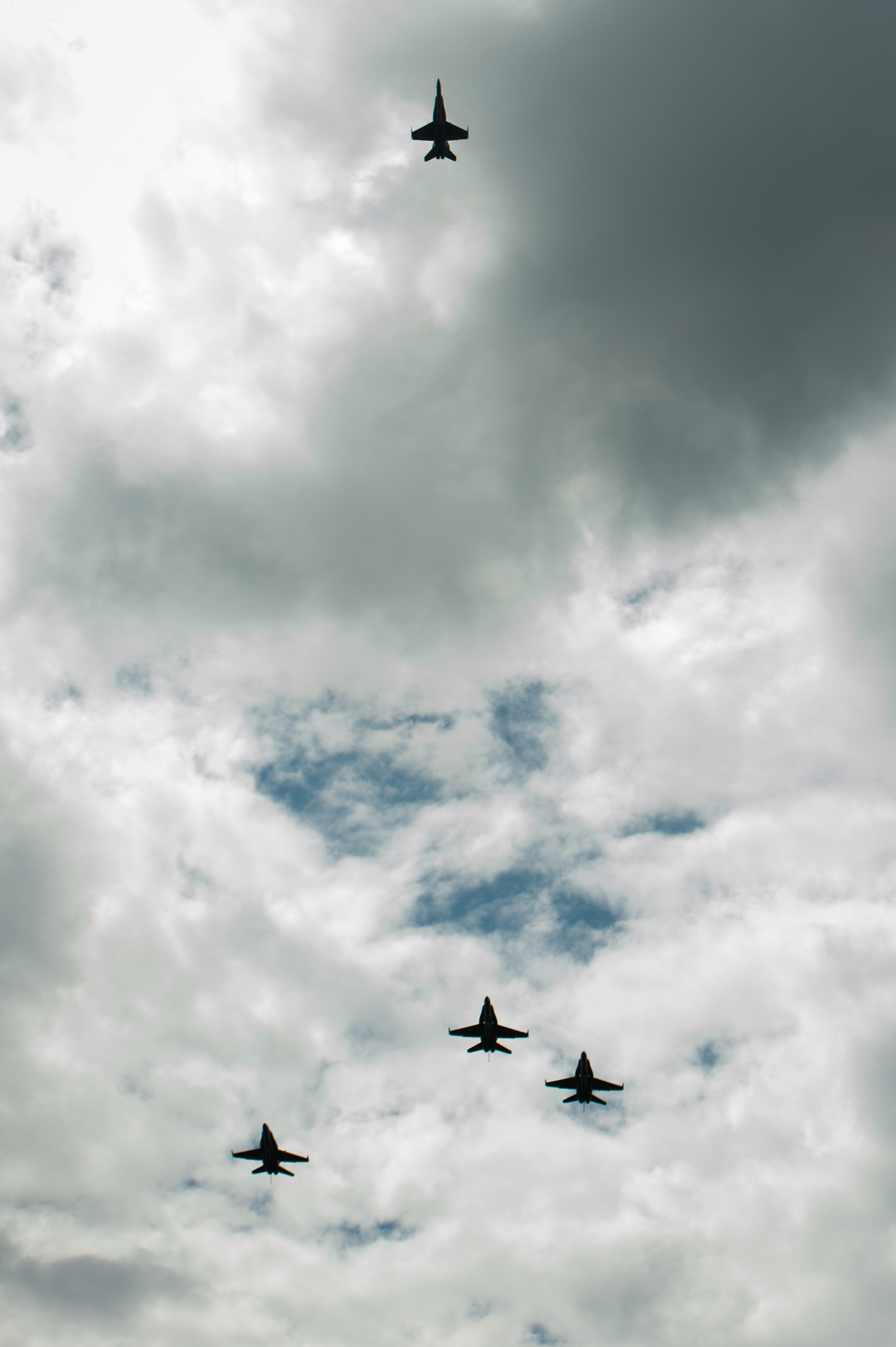
2012年8月31日在美國太空人尼爾·阿姆斯壯的紀念會中，美國海軍F/A-18以缺席隊形致意

1936年英皇乔治五世的紀念會中，機隊以缺席隊形追悼，是第一個有紀錄的，在非英國皇家空軍葬禮中使用的缺席隊形。美國在1938年空軍少將奧斯卡·韋斯托弗的葬禮中使用了缺席隊形，使用了五十架飛機。在第二次世界大戰末，缺席隊形中開始包括代表已逝去飛行員飛機的上衝急昇。1954年4月美国空军上將霍伊特·范登堡在阿灵顿国家公墓舉行的葬禮，不是用傳統用馬拉的弹药车（caisson）及炮架车（limber）來追悼，而是用機隊的缺席隊形來追悼。
1999年11月26日，四架美軍F-16在凱爾體育場上方用缺席隊形向12名因农校篝火中坍塌死亡的學生致哀。
特拉华州空军国民警卫队在2001年6月3日在多佛尔国际赛道上方以缺席隊形向NASCAR選手Dale Earnhardt致敬，他在同年2月18日的代托纳500比赛的最後一圈車禍過世。
2004年12月曾在荷蘭皇家空軍服務的貝恩哈德王子過世，三架F-16戰鬥機及一架二次大戰的噴火戰鬥機在其葬禮上以缺席隊形追悼。
2012年8月31日時，在美國太空人尼尔·阿姆斯特朗（是第一次踏上月球的太空人）家庭追悼儀式中，也有機隊以缺席隊形致意。
2014年在澳洲前總理愛德華·高夫·惠特蘭（在二次世界大戰中曾在澳大利亚皇家空军擔任领航员）的國家紀念儀式中，有四架RAAFF/A-18大黃蜂式戰鬥攻擊機以缺席隊形向其致敬。
2015年3月15日是新加坡首任總理李光耀的葬禮，新加坡共和国空军部队本來想用四架RSAF Black Knights以缺席隊形從國會大廈飛到新加坡國立大學的大學文化中心，但因為天候不佳，缺席隊形取消。
2020年1月14日，中華民國國防部於空軍松山基地舉行黑鷹直升機墜毀事故聯合公奠紀念儀式。四架幻象2000戰機以缺席隊形向殉職將士致意。事故中殉職的參謀總長沈一鳴為中華民國幻象2000機隊成軍的第一批種子教官及首席試飛官。